# Silene gazulensis
Silene gazulensis är en nejlikväxtart som beskrevs av A. Galten de Mera, J.E. Cortes, J.A. Vicente Orellana och R. Morales Alonso. Silene gazulensis ingår i släktet glimmar, och familjen nejlikväxter. Inga underarter finns listade i Catalogue of Life.